# Николенко, Анна Николаевна
Анна Николаевна Николенко (до 2021 — Лунёва; р. 12 июля 1995, Москва) — российская волейболистка, центральная блокирующая. Мастер спорта России.

## Биография
Анна Лунёва начала заниматься волейболом в 9-летнем возрасте в московской СШОР № 21 Москомспорта у тренера О. Н. Борисовой. В 2012 приглашена в Казань, где на протяжении одного сезона выступала за фарм-команду ВК «Динамо-Казань» в молодёжной лиге, а в 2013 и 2014 провела по одному матчу за основную команду в суперлиге чемпионата России. В 2013—2014 играла за серпуховскую «Надежду» (на правах аренды), затем (в 2014—2017) за нижегородскую «Спарту» и московский «Луч».
В 2017—2021 — игрок ВК «Ленинградка». В 2021 заключила контракт с «Тулицей».
В 2011 Анна Лунёва выступала за юниорскую, а в 2012—2013 — за молодёжную сборную России. Приняла участие в чемпионате Европы 2012 и чемпионате мира 2013 среди молодёжных команд.

### Клубная карьера
- 2012—2013 —  «Динамо-Казань»-2 (Казань) — молодёжная лига;
- 2013 —  «Динамо-Казань» (Казань) — суперлига;
- 2013—2014 —  «Надежда» (Серпуховский район) — высшая лига «А»;
- 2014 —  «Динамо-Казань» (Казань) — суперлига;
- 2014—2015 —  «Спарта» (Нижний Новгород) — высшая лига «А»;
- 2015—2017 —  «Луч» (Москва) — высшая лига «Б»;
- 2017—2021 —  «Ленинградка» (Санкт-Петербург) — суперлига.
- 2021—2024 —  «Тулица» (Тула) — суперлига.

## Достижения
- серебряный призёр молодёжной лиги чемпионата России 2013.
- чемпионка летней Спартакиады молодёжи 2014 в составе команды Республики Татарстан.
- чемпионка летней Всероссийской универсиады 2016 в составе команды Поволжской государственной академии физической культуры, спорта и туризма (г.Казань).